# Oxytropis todomoshiriensis
Oxytropis todomoshiriensis är en ärtväxtart som beskrevs av Kingo Miyabe och Kiichi Miyake. Oxytropis todomoshiriensis ingår i släktet klovedlar, och familjen ärtväxter. Inga underarter finns listade i Catalogue of Life.